# 上田真樹
上田 真樹（うえだ まき、1976年6月4日 - ）は、日本の作曲家。東京芸術大学音楽学部附属音楽高等学校、桐朋学園大学、国立音楽大学で非常勤講師を務める。

## 来歴
東京都出身。5歳のころよりピアノを始め、東京都立芸術高等学校音楽科作曲専攻を経て、東京藝術大学音楽学部作曲科卒業。同大学大学院音楽研究科音楽学（ソルフェージュ）博士課程修了。作曲を高橋裕、加藤徹也、川井學に師事。ピアノを秋庭津代子、森正、小林睦子に、指揮法を村方千之に師事。
2001年、『四つの小曲』で第8回奏楽堂日本歌曲コンクール作曲部門第二位入賞。2007年、混声合唱とピアノのための組曲『鎮魂の賦』で第18回朝日作曲賞を受賞。
博士論文「明治初期における西洋音楽用語の創成－瀧村小太郎と音楽取調掛－」での研究成果をベースに、日本現代音楽協会機関誌『New Composer』第8号より「明治楽語事始」を連載。
2019年より、朝日作曲賞審査員を務める。
現在、東京藝術大学および附属高等学校、国立音楽大学、桐朋学園大学、各非常勤講師。

## 作風
合唱の世界で人気が高く、発表されている作品の多くは合唱曲である。これは芸大時代に指導を受けた国文学者・林望（当時、芸大助教授）の影響が大きく、林の詩に多く曲を付けているほか、林の詩ばかりを集めたコンサートを青島広志や野平一郎らとともに開催している。博士論文も林との関係から着想を得たものである。林が「美しい曲を」「新しいんだけどいい意味で通俗性がある」曲を主張したことから、上田の作品は「素直に美しいハーモニーで調性がある」作品が多い。上田自身も「私は今までずっと詩ありきで、詩を届けるためにどういう歌が書けるかというところでやってきた」「どんな形でも詩がそこにあれば歌を書きたいなと思うし、器楽でも歌を書きたいという気持ちがすごく強いんですよ。」としている。
山田和樹から「伝説」と称されるほどの遅筆であり、これに纏わるエピソードには事欠かない。これについて上田は「先がちゃんと最後まで見えないうちに実際の音符を書き始められないのが一番の問題だと思います。」として、きわめて慎重な姿勢で作曲に臨んでいることを示唆している。

## 主な作品
- 『管絃小四頌』（2005）
- 『かなしみのそうち』〜朗読とうたのための〜(2006)
- 混声/女声/男声合唱とピアノのための組曲『夢の意味』(2007 / 詩：林望)
  - 混声合唱とオーケストラのための組曲『夢の意味』(2012 / 詩：林望)
- 『抒情小組曲』〜フルートとピアノのための〜(2007)
- 混声/男声合唱とピアノのための組曲『鎮魂の賦』(2007 / 詩：林望)
- 男声合唱組曲『稲風』（2007)
- 男声/混声合唱曲『酒頌』(2008)
- オーケストラのための『あけぼの』(2008)
- 混声合唱組曲『遠くへ』(2012 / 詩：谷川俊太郎)
- 組曲『時間』～無伴奏混声合唱のために～(詩：林望)
- 男声合唱組曲『終わりのない歌』(2011 / 詩：銀色夏生)
- 合唱組曲『花と風と』(2014年 / 詩：岸田衿子)
- 混声合唱組曲『野辺に咲く花』(2015年 / 詩：林望)
- 混声合唱組曲『終わりのない歌』(2017 / 詩：銀色夏生)
- 合唱曲 『あめつち』

NHK全国学校音楽コンクール関連
- 『茜色の約束』（2009年（平成21年）度NHK全国学校音楽コンクール中学校の部スペシャルステージ演奏曲（編曲。作詞・作曲：水野良樹））
- 『I ♥ ×××』（2010年（平成22年）度NHK全国学校音楽コンクール中学校の部課題曲（編曲。作詞・作曲：大塚愛））
- 『フレンズ』（2010年（平成22年）度NHK全国学校音楽コンクール中学校の部スペシャルステージ演奏曲（編曲。作詞・作曲：大塚愛））
- 『僕が守る』（2011年（平成23年）度NHK全国学校音楽コンクール高等学校の部課題曲（作詞：銀色夏生））
- 『ポジティブ太郎〜いつでも始まり〜』（2018年（平成30年）度NHK全国学校音楽コンクール高等学校の部課題曲（作詞：つんく♂））
- 『あおい天使』（2025年（令和7年）度NHK全国学校音楽コンクール小学校の部課題曲（作詞：おーなり 由子））